# David Fleming (franciszkanin)
David Fleming (ur. 1851 w Ballycasheen, zm. 1915 w Forest Gate) – irlandzki franciszkanin należący do prowincji angielskiej, wikariusz generalny Zakonu Braci Mniejszych w latach 1901–1903.
Urodził się w 1851 roku w Ballycasheen koło Killarney w Irlandii. Należał do prowincji angielskiej Zakonu Braci Mniejszych. W latach 1889–1891 był jej kustoszem, zaś w latach 1891–1893 oraz 1905–1908 ministrem prowincjalnym. Po śmierci generała zakonu Alojzego Lauera stał na czele wspólnoty jako wikariusz generalny (od 31 sierpnia 1901 do 30 maja 1903). Zmarł w 1915 w Forest Gate (Londyn).